# Chloe Csengery
Chloe Csengery (nacida el 7 de julio de 2000 en Houston, Texas, Estados Unidos)  es una actriz estadounidense conocida por interpretar a la joven Katie en las películas Paranormal Activity 3, Paranormal Activity: The Marked Ones y Paranormal Activity: The Ghost Dimension.

## Primeros años
Csengery nació el 7 de julio de 2000 en Houston, Texas, Estados Unidos y se crio en Houston, Texas. Tiene una hermana mayor. 

## Carrera
Comenzó a tomar clases de interpretación a una temprana edad y pronto consiguió papeles en series como iCarly, Mentes criminales, Parenthood, Up All Night. También interpreta a Perry Gilbert en el episodio de Law & Order: Special Victims Unit "Glasgowman's Wrath".

## Filmografía

### Película
| Año  | Título                                   | Papel | Notas |
| ---- | ---------------------------------------- | ----- | ----- |
| 2010 | Punto de muerte                          | Kelly |       |
| 2011 | Actividad Paranormal 3                   | Katie |       |
| 2014 | Paranormal Activity: The Marked Ones     | Katie |       |
| 2015 | Paranormal Activity: The Ghost Dimension | Katie |       |
| 2019 | Fighting with My Family                  | Ally  |       |

### Televisión
| Año        | Título           | Papel                | Notes                                      |
| ---------- | ---------------- | -------------------- | ------------------------------------------ |
| 2010       | Criminal Minds   | Carrie Sayer         | Episode: "Safe Haven"                      |
| 2010       | Parenthood       | Emily                | Episode: "Put Yourself Out There"          |
| 2011       | Chase            | Hilary               | Episode: "Seven Years"                     |
| 2011       | Up All Night     | McKenna              | 3 episodes                                 |
| 2012       | iCarly           | Bethany              | Episode: "iGo One Direction"               |
| 2013       | Deadtime Stories | Nina Russo           | Episode: "Revenge of the Goblins"          |
| 2014       | Law & Order: SVU | Perry Gilbert        | Episode: "Glasgowman's Wrath"              |
| 2015, 2016 | Modern Family    | Maisie               | 2 episodes                                 |
| 2017       | Speechless       | Melissa              | Episode: "H-E-R-- HERO"                    |
| 2018       | Chicago Med      | Laura                | 2 episodes                                 |
| 2018       | Liza on Demand   | Alyssa               | Episode: "Popular"                         |
| 2019       | The Good Doctor  | Molly / Karin Tindle | Episode: "Faces"                           |
| 2021       | A.P. Bio         | Ashley               | Episode: "Love, for Lack of a Better Term" |
| 2022       | NCIS: Hawaiʻi    | Gracie Boone         | 2 episodes                                 |